# Kanton Arcis-sur-Aube
Der Kanton Arcis-sur-Aube ist ein französischer Wahlkreis im Département Aube in der Region Grand Est. Er umfasst 47 Gemeinden im Arrondissement Troyes und hat sein bureau centralisateur in Arcis-sur-Aube. Im Rahmen der landesweiten Neuordnung der französischen Kantone wurde er im Frühjahr 2015 erheblich erweitert.

## Gemeinden
Der Kanton besteht aus 47 Gemeinden mit insgesamt 14.974 Einwohnern (Stand: 1. Januar 2022) auf einer Gesamtfläche von 748,39 km²:
| Gemeinde                    | Einwohner 1. Januar 2022 | Fläche km² | Dichte Einw./km² | Code INSEE | Postleitzahl |
| --------------------------- | ------------------------ | ---------- | ---------------- | ---------- | ------------ |
| Allibaudières               | 211                      | 24,13      | 9                | 10004      | 10700        |
| Arcis-sur-Aube              | 2.779                    | 9,49       | 293              | 10006      | 10700        |
| Aubeterre                   | 391                      | 11,66      | 34               | 10015      | 10150        |
| Avant-lès-Ramerupt          | 156                      | 20,77      | 8                | 10021      | 10240        |
| Brillecourt                 | 87                       | 5,73       | 15               | 10065      | 10240        |
| Champigny-sur-Aube          | 95                       | 6,71       | 14               | 10077      | 10700        |
| Charmont-sous-Barbuise      | 1.039                    | 38,33      | 27               | 10084      | 10150        |
| Chaudrey                    | 140                      | 13,68      | 10               | 10091      | 10240        |
| Coclois                     | 171                      | 6,92       | 25               | 10101      | 10240        |
| Dampierre                   | 343                      | 29,36      | 12               | 10121      | 10240        |
| Dommartin-le-Coq            | 53                       | 6,34       | 8                | 10127      | 10240        |
| Dosnon                      | 99                       | 28,69      | 3                | 10130      | 10700        |
| Feuges                      | 332                      | 10,99      | 30               | 10149      | 10150        |
| Grandville                  | 87                       | 9,24       | 9                | 10167      | 10700        |
| Herbisse                    | 150                      | 22,04      | 7                | 10172      | 10700        |
| Isle-Aubigny                | 171                      | 18,76      | 9                | 10174      | 10240        |
| Le Chêne                    | 280                      | 21,01      | 13               | 10095      | 10700        |
| Lhuître                     | 271                      | 35,82      | 8                | 10195      | 10700        |
| Longsols                    | 132                      | 12,61      | 10               | 10206      | 10240        |
| Luyères                     | 460                      | 17,37      | 26               | 10210      | 10150        |
| Mailly-le-Camp              | 2.012                    | 42,70      | 47               | 10216      | 10230        |
| Mesnil-la-Comtesse          | 56                       | 0,95       | 59               | 10235      | 10700        |
| Mesnil-Lettre               | 58                       | 8,89       | 7                | 10236      | 10240        |
| Montsuzain                  | 396                      | 19,62      | 20               | 10256      | 10150        |
| Morembert                   | 29                       | 2,50       | 12               | 10257      | 10240        |
| Nogent-sur-Aube             | 311                      | 16,03      | 19               | 10267      | 10240        |
| Nozay                       | 156                      | 15,75      | 10               | 10269      | 10700        |
| Ormes                       | 168                      | 10,14      | 17               | 10272      | 10700        |
| Ortillon                    | 22                       | 8,02       | 3                | 10273      | 10700        |
| Poivres                     | 156                      | 42,51      | 4                | 10293      | 10700        |
| Pouan-les-Vallées           | 503                      | 16,61      | 30               | 10299      | 10700        |
| Pougy                       | 266                      | 8,96       | 30               | 10300      | 10240        |
| Ramerupt                    | 415                      | 13,60      | 31               | 10314      | 10240        |
| Saint-Étienne-sous-Barbuise | 175                      | 10,84      | 16               | 10338      | 10700        |
| Saint-Nabord-sur-Aube       | 140                      | 8,55       | 16               | 10354      | 10700        |
| Saint-Remy-sous-Barbuise    | 254                      | 15,57      | 16               | 10361      | 10700        |
| Semoine                     | 219                      | 22,55      | 10               | 10369      | 10700        |
| Torcy-le-Grand              | 441                      | 7,54       | 58               | 10379      | 10700        |
| Torcy-le-Petit              | 72                       | 7,29       | 10               | 10380      | 10700        |
| Trouans                     | 203                      | 29,75      | 7                | 10386      | 10700        |
| Vaucogne                    | 71                       | 16,51      | 4                | 10398      | 10240        |
| Vaupoisson                  | 127                      | 10,79      | 12               | 10400      | 10700        |
| Verricourt                  | 60                       | 6,93       | 9                | 10405      | 10240        |
| Villette-sur-Aube           | 252                      | 7,28       | 35               | 10429      | 10700        |
| Villiers-Herbisse           | 82                       | 26,44      | 3                | 10430      | 10700        |
| Vinets                      | 187                      | 9,17       | 20               | 10436      | 10700        |
| Voué                        | 696                      | 13,25      | 53               | 10442      | 10150        |
| Kanton Arcis-sur-Aube       | 14.974                   | 748,39     | 20               | 1002       | –            |

Bis zur landesweiten Neuordnung der französischen Kantone im März 2015 gehörten zum Kanton Arcis-sur-Aube die 22 Gemeinden Allibaudières, Arcis-sur-Aube, Aubeterre, Champigny-sur-Aube, Charmont-sous-Barbuise, Feuges, Herbisse, Le Chêne, Mailly-le-Camp, Montsuzain, Nozay, Ormes, Poivres, Pouan-les-Vallées, Saint-Remy-sous-Barbuise, Saint-Étienne-sous-Barbuise, Semoine, Torcy-le-Grand, Torcy-le-Petit, Villette-sur-Aube, Villiers-Herbisse und Voué. Sein Zuschnitt entsprach einer Fläche von 402,45 km2. Der alte INSEE-Code 1002 wurde beibehalten.

## Politik
| Vertreter im Departementrat | Vertreter im Departementrat | Vertreter im Departementrat |
| Amtszeit                    | Namen                       | Partei                      |
| --------------------------- | --------------------------- | --------------------------- |
| 2015–                       | Guy Bernier Solange Gaudy   | DVD                         |

## Bevölkerungsentwicklung
| 1962 | 1968 | 1975 | 1982 | 1990 | 1999 | 2006 | 2011   |
| ---- | ---- | ---- | ---- | ---- | ---- | ---- | ------ |
| 8169 | 8863 | 9022 | 9284 | 8825 | 8804 | 9760 | 10.587 |